# Seamisai
Seamisai è un brano musicale della cantante italiana Laura Pausini.

## Seamisai-Cuando se ama1997

### Il brano
Seamisai è il 5º ed ultimo singolo estratto il 10 agosto 1997 dall'album Le cose che vivi del 1996.
La musica è composta da Giuseppe Carella; il testo è scritto da Cheope; l'adattamento spagnolo è di Badia.
La canzone viene tradotta in lingua spagnola con il titolo Cuando se ama, inserita nell'album Las cosas que vives ed estratta come 4º ed ultimo singolo in America Latina. In Spagna è il 5º singolo estratto dall'album.
I 2 brani vengono trasmessi in radio;  non vengono realizzati i 2 videoclip.

### Riconoscimenti
Con il brano Seamisai Laura Pausini partecipa nel 1997 al Festivalbar ricevendo il Premio Europa come Artista italiana che ha venduto più nel mondo.

### Tracce
CDS - Promo 000785 Warner Music Italia (1997)
1. Seamisai

CDS - 0630188269 Warner Music Europa (1997)
1. Seamisai
2. 16/05/74

CDS - Promo 000956 Warner Music Spagna (1997)
1. Cuando se ama

Download digitale
1. Seamisai
2. Cuando se ama

## Seamisai (Sei que me amavas)2002

### Il brano
Nel 2001 la canzone Seamisai viene inserita nell'album raccolta del 2001 The Best of Laura Pausini - E ritorno da te in una nuova versione eseguita in duetto con il cantante brasiliano Gilberto Gil in lingua italo-portoghese con il titolo Seamisai (Sei que me amavas).
Il brano in lingua italiana viene nuovamente estratto come singolo ed è il 3° singolo estratto nel 2002 solo in Brasile dall'album The Best of Laura Pausini - E ritorno da te.
Anche nell'album in lingua spagnola Lo mejor de Laura Pausini - Volveré junto a ti viene inserita la nuova versione di Cuando se ama in duetto con il titolo Cuando se ama (Sei que me amavas). Questa non viene estratta come singolo in Spagna e in America Latina e pertanto non è pubblicata su supporto audio, non viene trasmessa in radio e non è presente il videoclip.
Pur non esistendo il CD singolo, il brano in lingua italiana viene trasmesso quindi nuovamente in radio nel 2002 in Brasile; non viene realizzato il videoclip.

### Tracce
Download digitale
1. Seamisai (Sei que me amavas) (Duetto con Gilberto Gil)
2. Cuando se ama  (Sei que me amavas) (Duetto con Gilberto Gil)

### Crediti
- Laura Pausini: voce
- Eric Buffat: tastiere
- Riccardo Galardini: chitarra elettrica, chitarra acustica
- Massimo Pacciani: percussioni
- London Session Orchestra: orchestra

## Pubblicazioni
Seamisai viene anche inserita nell'album Esperanca (International Version) del 2002; in una versione rinnovata in duetto con Gilberto Gil nell'album The Best of Laura Pausini - E ritorno da te del 2001; in versione Live nel DVD Live 2001-2002 World Tour del 2002 (video).
Cuando se ama viene anche inserita in una versione rinnovata in duetto con Gilberto Gil nell'album Lo mejor de Laura Pausini - Volveré junto a ti del 2001; in versione Live nell'album Live in Paris 05 del 2005 (Medley audio e video).

## Colonna sonora
Nel 2001 Seamisai viene utilizzato come colonna sonora della telenovela brasiliana Terra nostra 2 - La speranza.

## Cover
Nel 2000 la cantante Italo-brasiliana Deborah Blando realizza una cover di Seamisai inserendola nell'album Salvatrice.